# Óscar Berger

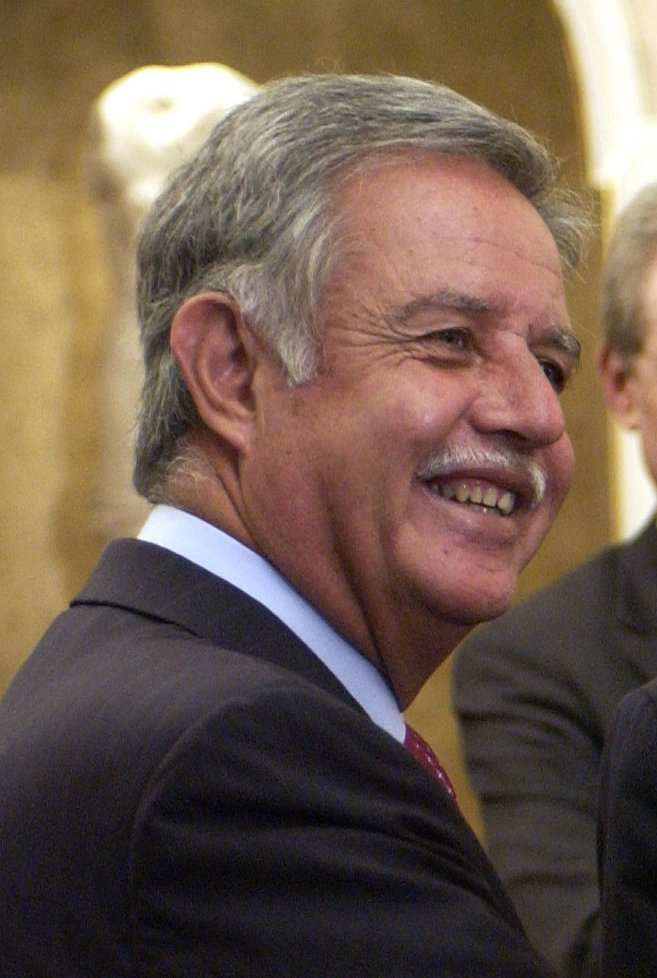
Óscar Berger

Óscar José Rafael Berger Perdomo (Guatemala-Stad, 11 augustus 1946) is een Guatemalteeks politicus van de Grote Nationale Alliantie (GANA). Van 2004 tot 2008 was hij president van Guatemala.
Berger stamt af van Belgische immigranten die in de 19e eeuw deelnamen aan de mislukte kolonisatiepoging bij Santo Tomás. Berger komt uit een vooraanstaande familie en studeerde recht aan de Rafael Landívar-universiteit. Hij raakte door zijn vriendschap met Álvaro Arzú, in de jaren 80 burgemeester van Guatemala-Stad en later president van het land, in de politiek betrokken. Hij sloot zich aan bij Arzú's Nationale Vooruitgangspartij, waarvoor hij van 1991 tot 1999 burgemeester van Guatemala-Stad was. In 1999 was hij voor de PAN presidentskandidaat maar werd verslagen door Alfonso Portillo.
In 2002 stapte Berger uit de PAN na verschillende interne twisten en corruptieschandalen, en sloot zich aan bij de GANA, een coalitie van verschillende rechtse en centrumrechtse partijen. Op 28 december 2003 is hij voor de GANA tot president gekozen. Hij versloeg de centrumlinkse kandidaat Álvaro Colom nadat beide heren de voormalig dictator Efraín Ríos Montt in de eerste ronde hadden verslagen. Op 14 januari 2004 werd hij beëdigd. Hij volgde Alfonso Portillo op.
Berger had bij zijn verkiezing beloofd de Guatemalteekse rechtsstaat te zullen versterken, doch daar is tijdens zijn termijn niet heel veel van terechtgekomen. Wel sloot zijn regering een akkoord met de Verenigde Naties ter instelling van een 'Internationale Commissie tegen de Straffeloosheid in Guatemala', die na goedkeuring door het Grondwettelijk Hof en het Congres op 1 augustus 2007 feitelijk tot stand kwam en een grote rol in de Guatemalteekse politiek zou gaan spelen. Als eerste president sinds de burgeroorlog heeft Berger buitendien de politieke stabiliteit weten te handhaven en het land vier jaar betrekkelijk geruisloos geregeerd. In 2008 leed zijn GANA een verkiezingsnederlaag. Berger werd opgevolgd door Álvaro Colom.
- Gemeinsame Normdatei: 132240815
- International Standard Name Identifier: 0000 0001 1048 3278
- Library of Congress Control Number: no2007100774
- Virtual International Authority File: 28225411
- WorldCat: E39PBJkp8vpkYxKT8VR9pFt3Qq